# Ма Чжэньшань
Ма Чжэньшань (кит. 馬 晴山, пиньинь Ma Chen-Shan; род. 21 мая 1926 года) — тайваньский стрелок, специализирующийся на стрельбе из пистолета, участник летних Олимпийских игр 1964 года.

## Биография
В 1964 году Ма Чжэньшань представлял Китайскую Республику на летних Олимпийских играх в Токио в соревнованиях по стрельбе из скорострельного пистолета с расстояния 25 метров. Первые две серии первого раунда по 10 выстрелов каждая получились у Ма Чжэньшаня неплохими. За 8 секунд ему удалось набрать 94 очка из 100 возможных, а за 6 секунд 93, однако третья серия, где стрелкам было необходимо выполнить 10 выстрелов за 4 секунды у Чжэньшаня совершенно не получилась. Ему удалось набрать всего лишь 58 очков, при том что у остальных спортсменов худший результат в этой серии был 70. По итогам первого раунда Ма Чжэньшань набрал 245 очков и расположился на последнем месте, уступая малайзийскому стрелку 2 балла, при том что до последней серии опережал его на 21 очко. Второй раунд сложился для Ма Чжэньшаня примерно таким же образом. За первые две серии выстрелов китайский стрелок набрал 90 и 82 очка соответственно, но в третьей его вновь ждал провал. Из 100 возможных очков Ма смог набрать лишь 65. По итогам соревнований Ма Чжэньшань набрал 482 очка и занял последнее 53-е место.